# Enrique de Groitzsch
Enrique de Groitzsch (m. 31 de diciembre de 1135) fue el segundo hijo de Wiprecht de Groitzsch y Judit, hija de Vratislao II de Bohemia. Sucedió a su padre como burgrave de Magdeburgo en 1124.
En 1128, fue nombrado margrave de la Marca Sajona Oriental y en 1131 margrave de Lusacia y vogt de la abadía de Neuwerk en Halle. Nunca tuvo éxito a la hora de reclamar la Marca de Meissen, que su padre había tenido, contra Conrado el Grande.
Enrique se casó con Berta de Gelnhausen (m. después de 1137). El matrimonio no tuvo hijo. Enrique y Berta fundaron el monasterio de Bürgel en 1133. Murió en Maguncia.